# Dãy núi Hoành Sơn

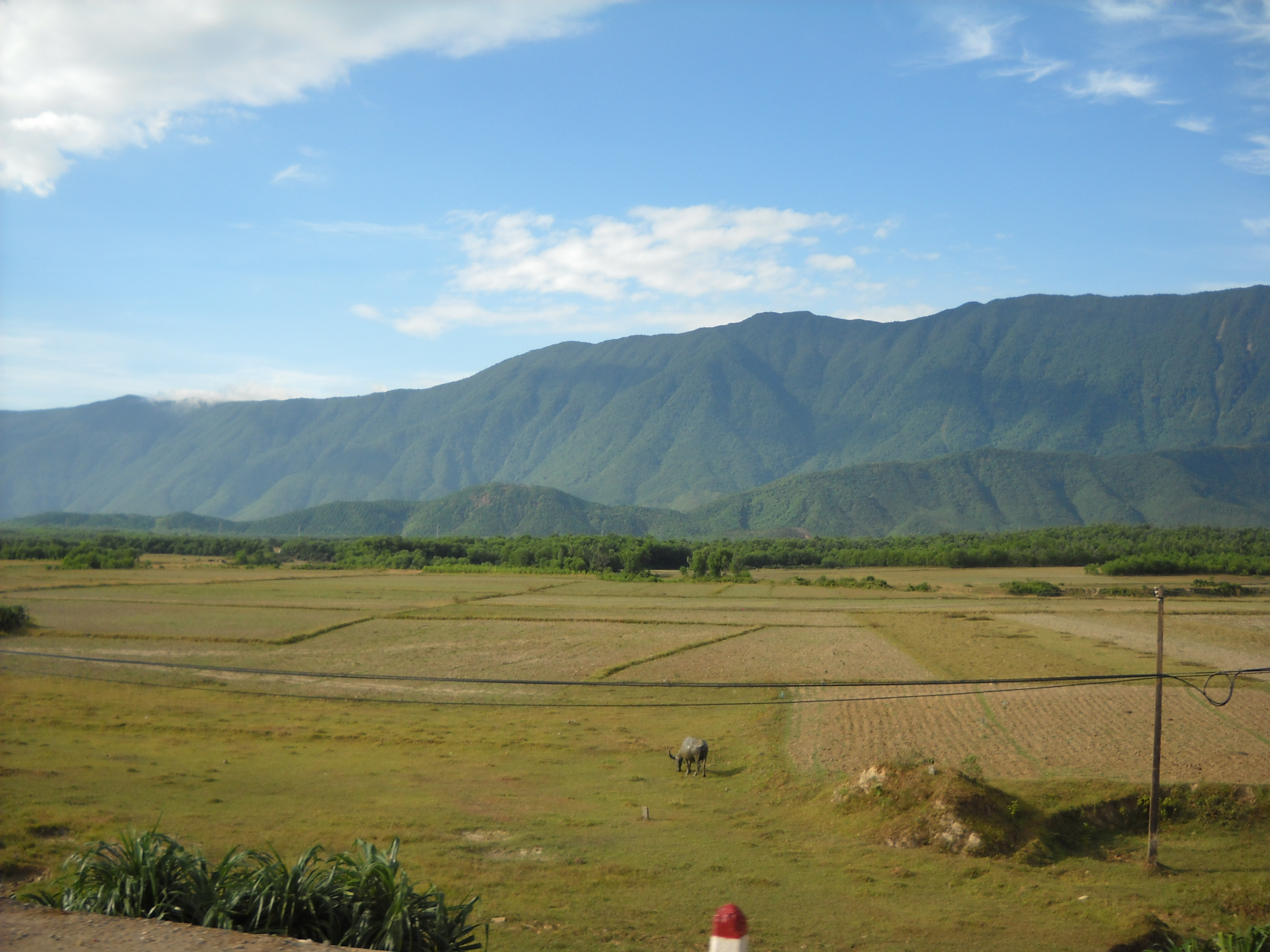
Dãy núi Hoành Sơn, nhìn từ Hà Tĩnh

Hoành Sơn (núi ngang) là một dãy núi ở phía nam tỉnh Hà Tĩnh, phía bắc tỉnh Quảng Bình.
Hoành Sơn và sông Gianh là biểu trưng lịch sử, văn hoá, địa lý của tỉnh Quảng Bình.

## Đặc điểm
Hoành Sơn dài 50 km, chạy từ dãy Trường Sơn ở phía tây ra Biển Đông. Đỉnh cao nhất trong dãy núi có độ cao tuyệt đối là 1044 m. Trước kia, muốn vượt qua dãy núi này, người ta thường phải đi lên đèo Ngang cao tới 256 m và dài tới 6 km rất khó đi. Từ tháng 8 năm 2004, hầm đường bộ Đèo Ngang hoàn thành, tạo thuận lợi cho việc đi lại giữa Quảng Bình và Hà Tĩnh.
Hiện tại Hoành Sơn Quan là di tích lịch sử cấp Quốc gia

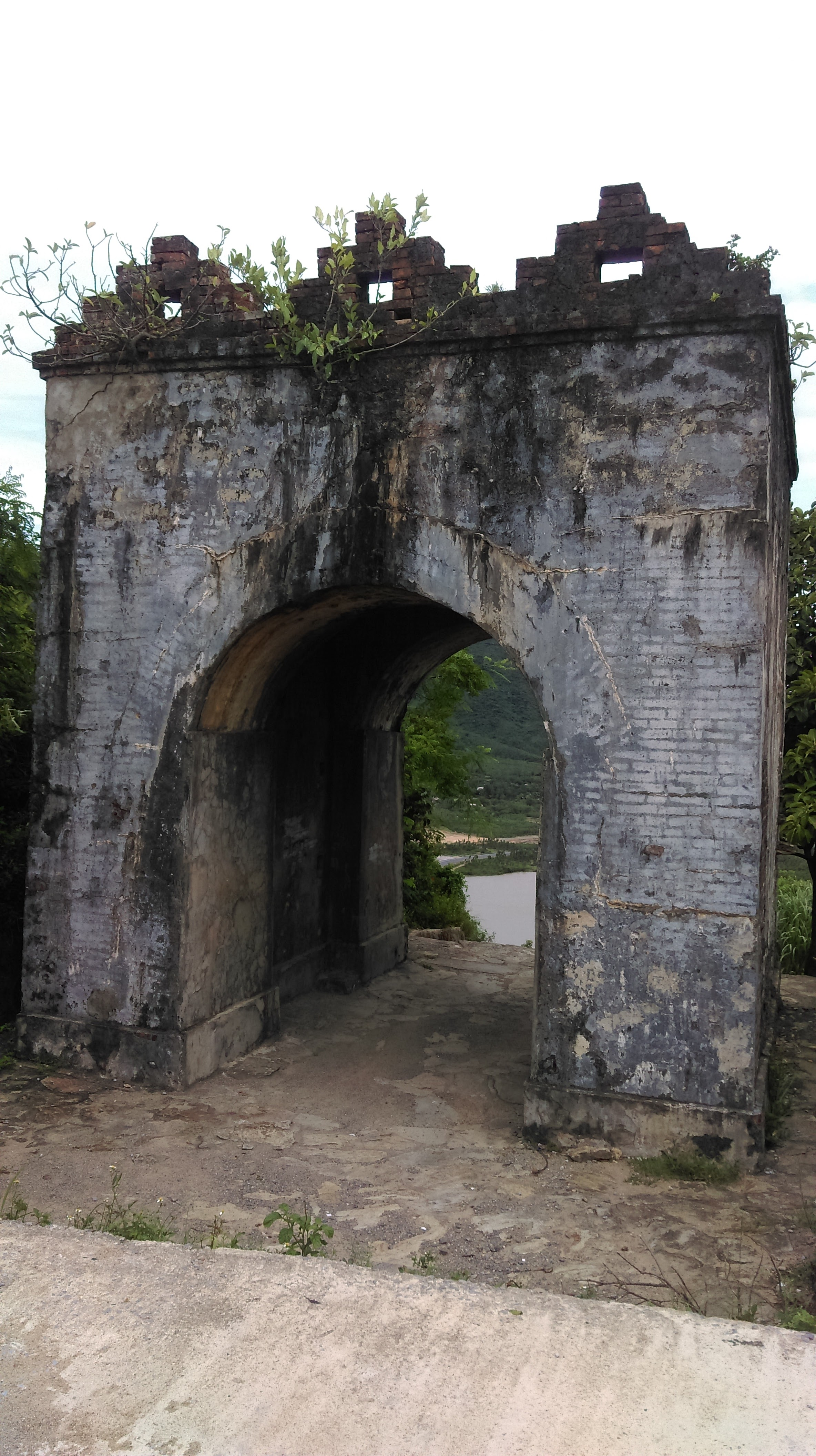
Ranh giới giữa Hà Tĩnh-Quảng Bình trên đèo Ngang.

## Chứng tích lịch sử
Hoành Sơn vốn là biên giới tự nhiên giữa nước Đại Việt và Chămpa. Hiện trên dãy Hoành Sơn còn phế tích Lũy Lâm Ấp của Chămpa có từ thế kỷ IV.
Từ năm 992, đường đèo qua dãy núi Hoành Sơn chính thức được xây dựng dưới sự chỉ đạo của Ngô Tử An.

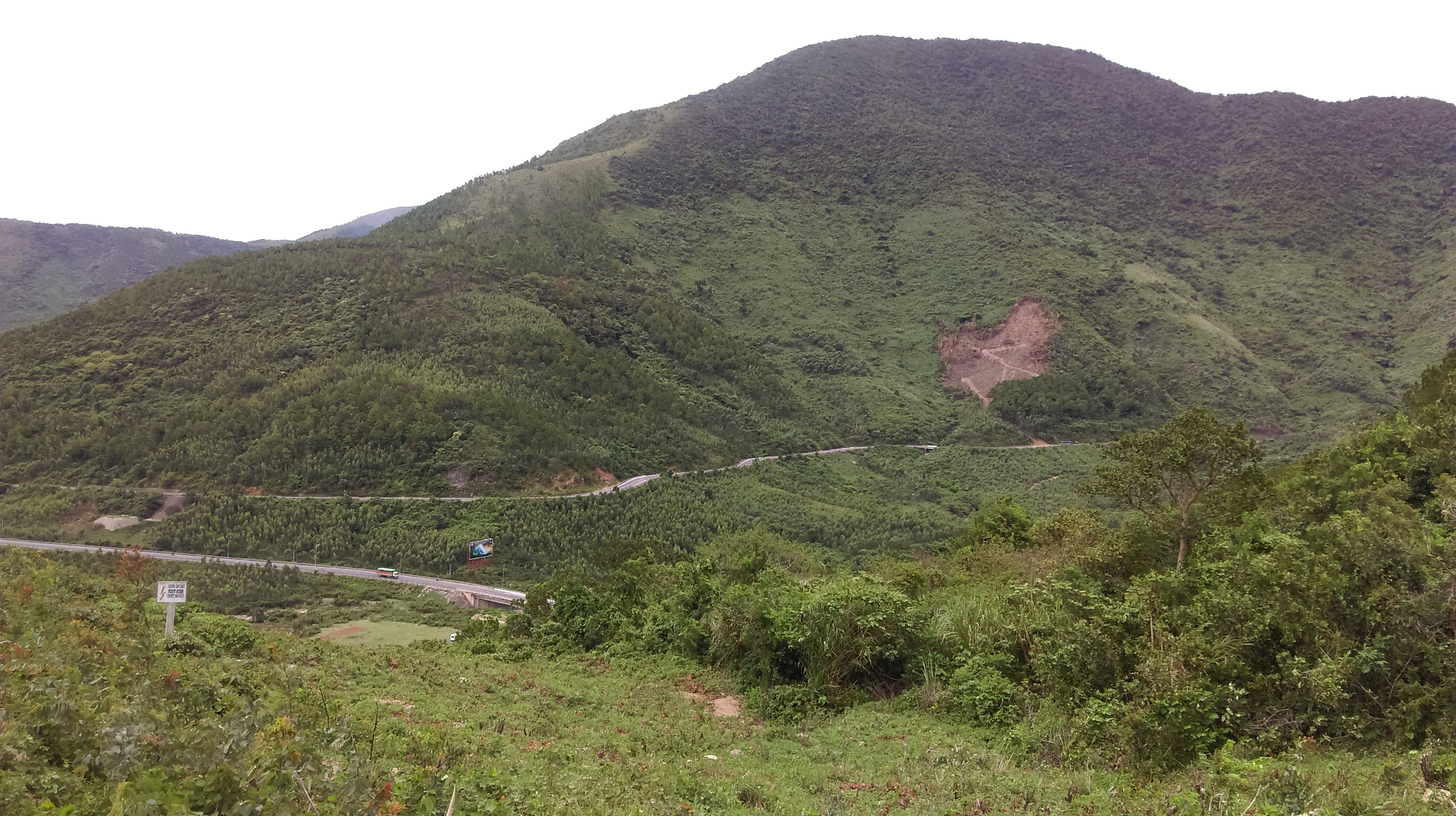
Đèo Ngang.

Thế kỷ XVI, Nguyễn Bỉnh Khiêm (1491-1585) đã nói với sứ của Nguyễn Hoàng rằng "Hoành Sơn nhất đái, vạn đại dung thân". Nguyễn Hoàng đã qua Hoành Sơn đến Thuận Hóa và làm nên nghiệp lớn của Chúa Nguyễn ở Đàng Trong và Nhà Nguyễn sau này.
Thời Nhà Nguyễn, Hoành Sơn Quan được xây dựng trên đỉnh đèo Ngang và hình tượng trưng cho dãy Hoành Sơn được khắc vào Huyền đỉnh (một trong Cửu đỉnh).

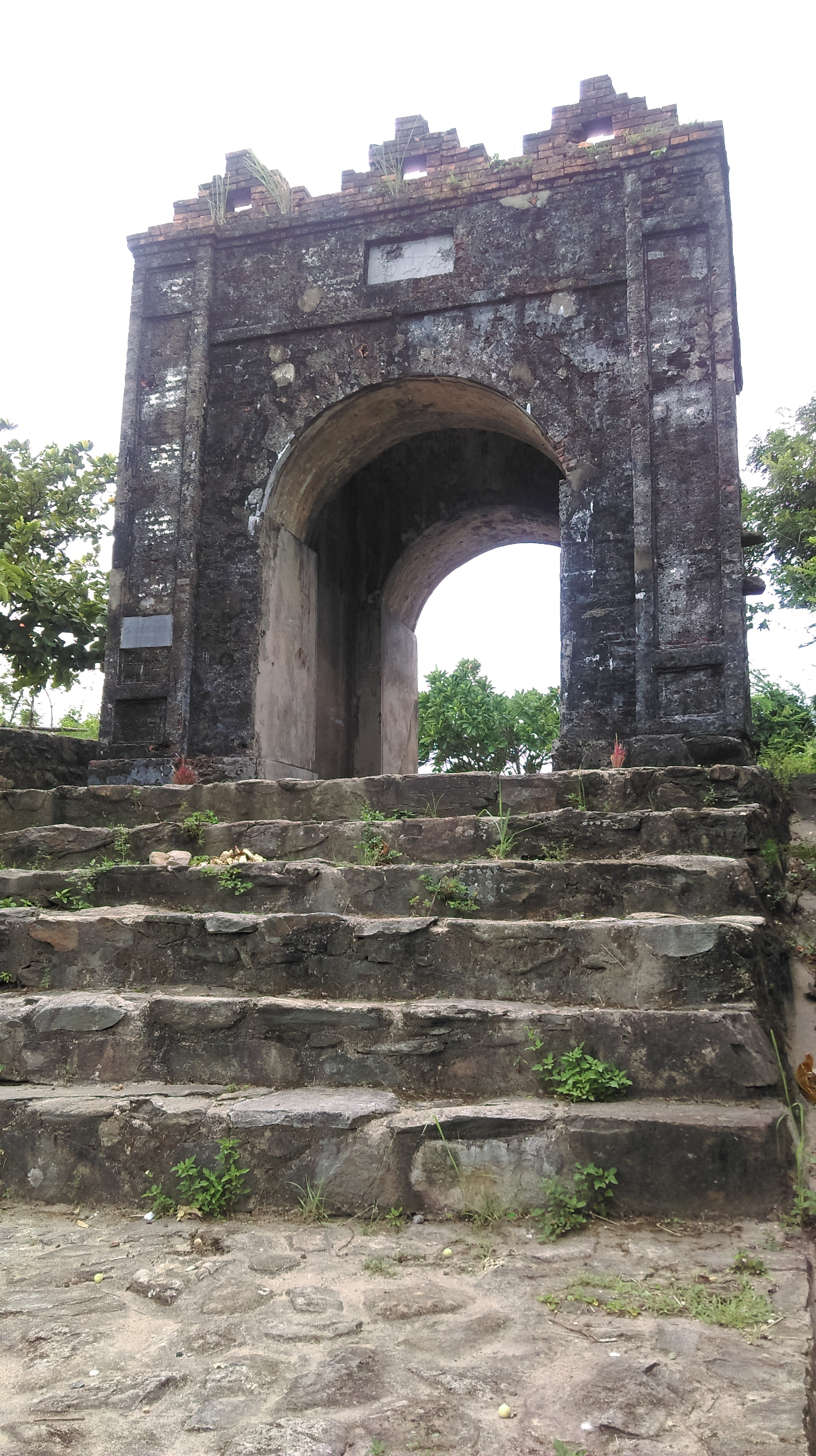
Hoành Sơn quan.

## Hoành Sơn trong thơ văn
Nhiều danh nhân, thi sĩ, nhạc sĩ đã có tác phẩm về dãy Hoành Sơn như Bùi Huy Bích, Phạm Quý Thích, Cao Bá Quát, Nguyễn Thiếp, Hà Tông Quyền, Bùi Dương Lịch, Nguyễn Nể, Nguyễn Trường Tộ, hoàng đế Thiệu Trị, Bà huyện Thanh Quan.

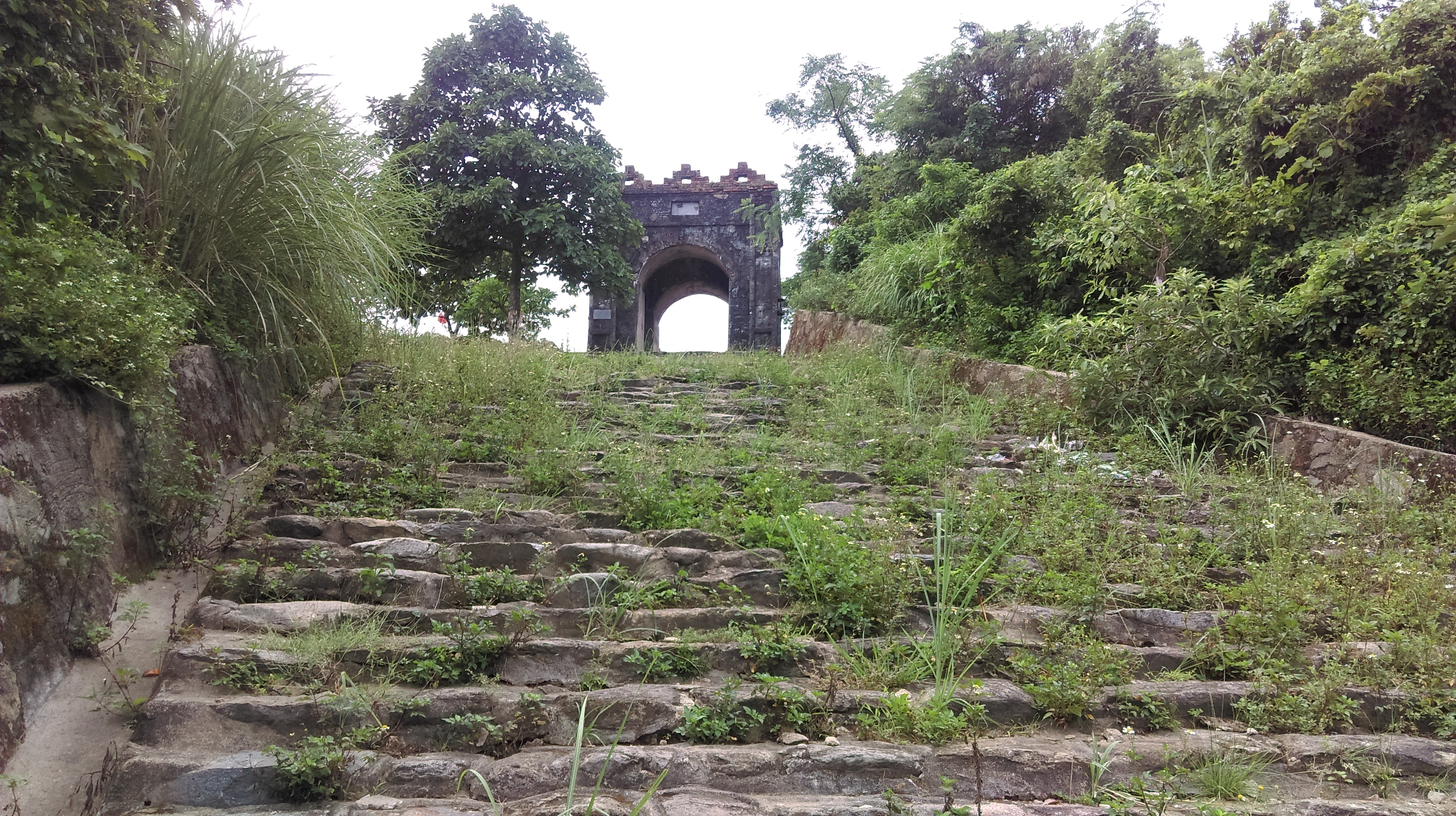

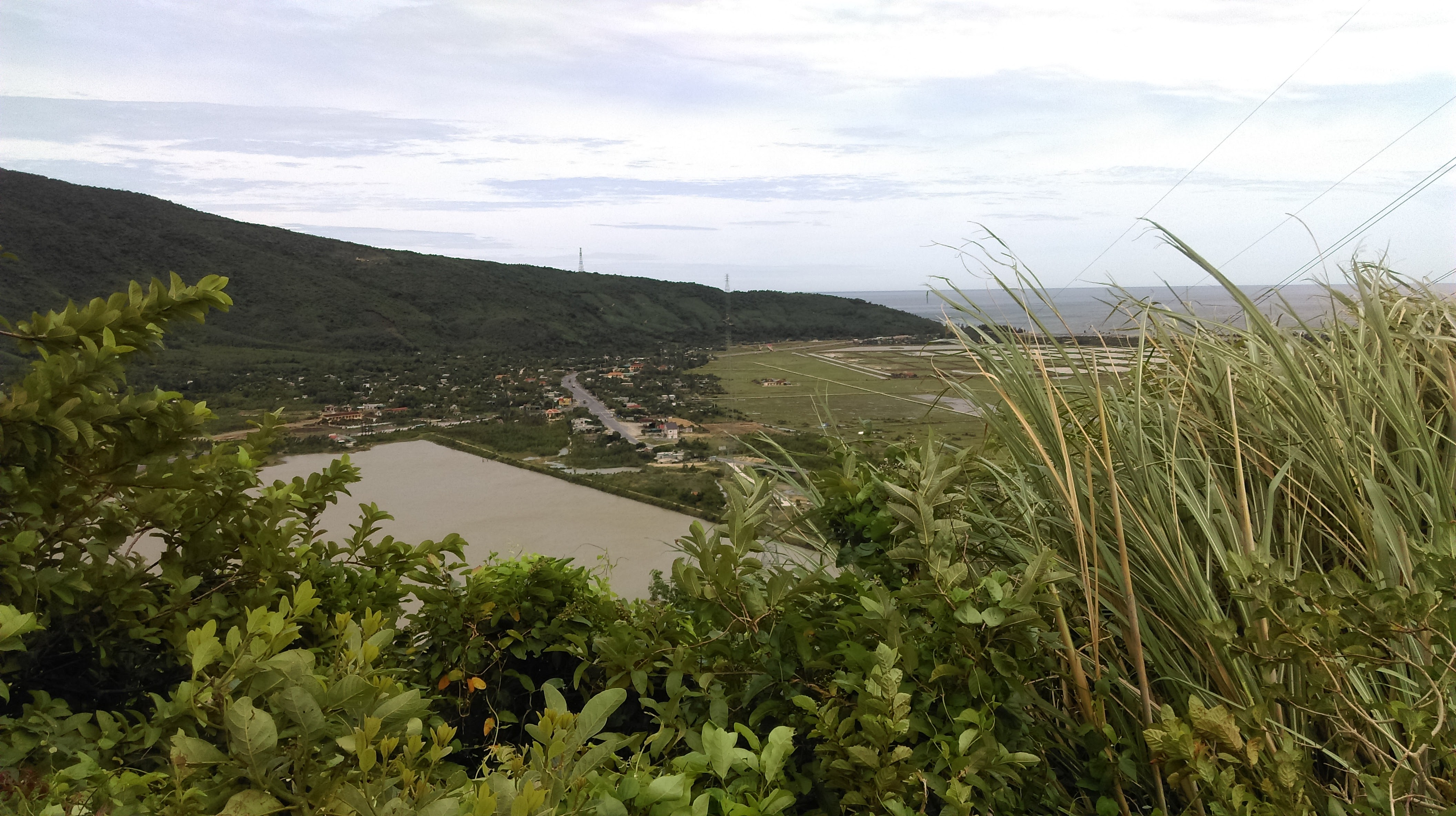